# Hjo Energi
Hjo Energi AB är ett kommunalt företag i Hjo, som grundades som Hjo Elverk 1945. Företaget distribuerar el och fjärrvärme i Hjo tätort. Det bolagiserades 1987 som Hjo Energi AB.
Det första elverket i Hjo grundades av Hjo Mekaniska Verkstad, som 1900 lät anlägga Hammarsdammen i Hjoån och bygga ett kraftverk för likström. Företaget skrev 1902 kontrakt med Hjo stad om elleveranser för femton år. Kraftstationen försåg sedan Hjo med ström till långt fram på 1950-talet.
Eldistributionen i Hjo tätort övertogs av ett av staden ägt och kontrollerat elverk från oktober 1945. Omläggning till växelström skedde därefter och blev klar 1950. År 1956 togs ett nytt ställverket i drift för att klara mottagande av el från Trollhätte Kraftverk med högre spänning. 
Hjos värmeverk togs i bruk hösten 1999 och nätet för fjärrvärmen är under fortsatt uppbyggnad. I samband med fjärrvärmeutbyggnaden har också ett nät för bredband och kabel-TV byggts upp. Fibernät byggs nu upp både i Hjo stad och i den övriga kommunen genom det delägda företaget Bredband Östra Skaraborg AB.
Hjo Energis anläggning i gult tegel har en huvudbyggnad från 1955 och en transformatorstation. Huvudbyggnaden är uppförd efter ritningar av P.O. Ljungmark Arkitektkontor i Skövde.